# Plinia acunae
Plinia acunae är en myrtenväxtart som beskrevs av Attila L. Borhidi och O.Muniz. Plinia acunae ingår i släktet Plinia och familjen myrtenväxter. Inga underarter finns listade i Catalogue of Life.